# Geno Petriaschwili
Geno Petriaschwili (georgisch გენო პეტრიაშვილი; englisch Geno Petriashvili; * 4. Januar 1994 in Gori) ist ein georgischer Ringer. Er wurde 2016 und 2020 Europameister und 2017, 2018 und 2019 Weltmeister sowie U-23-Weltmeister im freien Stil im Schwergewicht. Bei den Olympischen Spielen gewann er 2016 in Rio de Janeiro eine Bronzemedaille sowie 2021 in Tokio eine Silbermedaille. 2024 in Paris wurde er schließlich Olympiasieger.

## Werdegang
Geno Petriaschwili begann als Jugendlicher mit dem Ringen und konzentrierte sich dabei auf den freien Stil.
2010 nahm er an der erstmals ausgetragenen Jugend-Olympiade in Singapur teil und gewann dort in der Gewichtsklasse bis 100 kg hinter Əli Məhəmmədəbirov, Aserbaidschan und Abraham de Jesus Conyedo Ruano, Kuba eine Bronzemedaille. 2011 gewann er auch bei der Junioren-Europameisterschaft in Zrenjanin im Schwergewicht hinter Ihor Dsjatko aus Belarus und Aslan Dschebischow aus Aserbaidschan eine Bronzemedaille. Bei der Junioren-Europameisterschaft 2011 der Altersgruppe „Cadets“ in Warschau gewann er danach in der Gewichtsklasse bis 100 kg seinen ersten internationalen Titel. Er siegte dort vor Ruslan Gadschijew aus Aserbaidschan. In der gleichen Altersgruppe wurde er dann im August 2011 in Szombathely Vize-Weltmeister. Im Finale verlor er dabei gegen den US-Amerikaner Adam Coon.
2012 musste Geno Petriaschwili bei der Junioren-Europameisterschaft in Zagreb eine Enttäuschung hinnehmen, denn er belegte dort im Schwergewicht nur den 10. Platz. Im September 2012 gewann er aber bei der Junioren-Weltmeisterschaft in Pattaya im Schwergewicht hinter Magomedgadschi Nurasulow aus Russland und Muradin Chuschchow, Ukraine, eine Bronzemedaille. Im Dezember 2012 sorgte er bei der georgischen Seniorenmeisterschaft für eine kleine Sensation, denn er siegte dort im Schwergewicht. Auf dem Weg zu diesem Erfolg schlug er u. a. den mehrfachen Medaillengewinner bei Weltmeisterschaften Dawit Modsmanaschwili und im Endkampf auch den älteren und erfahreneren Giorgi Sakandelidse.
Im März 2013 wurde er deshalb bei der Europameisterschaft der Senioren in Tiflis eingesetzt. Als jüngster Teilnehmer im Schwergewicht enttäuschte er dort keineswegs, sondern sicherte sich mit Siegen über Boban Danow, Makedonien und Magomedgadschi Nurasulow, einer Niederlage gegen Alen Sassejew, Ukraine und einem Sieg über Nick Matuhin, Deutschland, eine Bronzemedaille. Die gleiche Medaille gewann Geno Petriaschwili auch einige Monate später bei der Weltmeisterschaft in Budapest. Er besiegte dort Hitender, Indien und Rareș Chintoan, Rumänien, verlor dann gegen Chadschimurad Gazalow, Russland und sicherte sich die Bronzemedaille durch einen Sieg über Deng Zhiwei aus China.
2014 wurde Geno Petriaschwili in Kattowitz Junioren-Europameister im Schwergewicht. Im Finale besiegte er dabei Kasbek Chubulow aus Russland.
Im Juni 2015 nahm er an den 1. Europäischen Spielen in Baku teil. Er besiegte dort im Schwergewicht Boban Danow aus Makedonien und Alexander Chozianowski, Ukraine, verlor dann gegen den Ex-Weltmeister Alexei Schemarow aus Belarus, sicherte sich aber mit einem Sieg über Lewan Berianidse aus Armenien eine Bronzemedaille. Die gleiche Medaille gewann er auch bei der Weltmeisterschaft im September 2015 in Las Vegas. Dabei besiegte er Korey Jarvis aus Kanada, Alen Sassejew aus der Ukraine und Aiaal Lazarew aus Kirgisistan. Im Halbfinale unterlag er gegen Jamaladdin Magomedow aus Aserbaidschan. Im kleinen Finale besiegte er dann Chuluunbat Jargalsaichan aus der Mongolei.
Im März 2016 gewann Geno Petriaschwili den ersten Meistertitel bei einer internationalen Meisterschaft bei den Senioren. Bei der Europameisterschaft in Riga besiegte er im Schwergewicht in seinem ersten Kampf den mehrfachen Weltmeister Taha Akgül aus der Türkei knapp nach Punkten (8:8), ferner siegte er über Dániel Ligeti aus Ungarn, Alen Sassejew und im Endkampf Robert Baran aus Polen, den er sogar schulterte. Er vertrat auch die Farben Georgiens bei den Olympischen Spielen 2016 in Rio de Janeiro. Dort kam er zu Siegen über Dimitar Kumtschew aus Bulgarien und Alen Sassejew. Gegen Komeil Ghasemi aus dem Iran musste er eine sehr knappe Niederlage bei Punktgleichstand von 4:4 hinnehmen. Anschließend erkämpfte sich Geno Petriaschwili mit Siegen über Korey Jarvis aus Kanada und Tervel Dlagnev aus den Vereinigten Staaten noch eine Bronzemedaille.
Im August 2017 wurde Geno Petriaschwili in Paris erstmals Weltmeister. Er besiegte auf dem Weg zu diesem Erfolg Ansor Chisriew, Russland, Korey Jarvis, Lewan Berianidse aus Armenien und Olympiasieger Taha Akgül aus der Türkei. Während er seine ersten drei Gegner alle vorzeitig besiegte, was sein Sieg über Taha Akgül mit 10:8 Punkten knapp aber verdient. Drei Monate später wurde Geno Petriaschwili in Bydgoszcz auch U 23-Weltmeister. Dabei besiegte er seine Gegner alle vorzeitig. Es waren Taiki Yamamoto aus Japan, Hu Zhangxiang aus China, Danilo Kartawii aus der Ukraine und Magomedamin Dibirow aus Russland.
Bei der Europameisterschaft 2018 in Kaspijsk traf Geno Petriaschwili im Endkampf wieder auf Taha Akgül. Er verlor diesen Kampf knapp mit 1:2 techn. Punkten und kam deshalb bei dieser Europameisterschaft nur auf den 2. Platz. Bei der Weltmeisterschaft dieses Jahres im Oktober 2018 in Budapest wiederholte er aber seinen Titelgewinn des Vorjahres. Er siegte über Daniel Ligeti, Ungarn, Ansor Ruslanowitsch Chisriew, Russland, Parviz Chodavirdi Hadibasmanj, Iran und im Finale über Deng Zhiwei aus China, den er mit 6:0 techn. Punkten sicher schlug. Sein Hauptkonkurrent Taha Akgül war schon im Viertelfinale an Parviz Khodavirdi Hadi Basmanj gescheitert.
Bei der Europameisterschaft 2019 in Bukarest erreichte Geno Petriaschwili mit drei Siegen das Finale gegen Taha Akgül, gegen den er allerdings an diesem Tag chancenlos war und klar mit 0:7 techn. Punkten verlor. Bei der Weltmeisterschaft 2019 in Nur-Sultan (Kasachstan) stand Geno Petriaschwili im Finale wieder Taha Akgül gegenüber. Zunächst sah es so aus, als würde er wie bei der Europameisterschaft in Bukarest wieder gegen Taha Akgül verlieren, denn er lag bei Halbzeit mit 0:4 Punkten zurück. Ihm gelang aber dann der 4:4-Ausgleich, ehe Taha Akgül kurz vor Schluss wieder mit 6:4 Punkten in Führung ging. Mit einer Energieleistung schaffte Geno Petriaschwili aber noch den 6:6-Ausgleich und siegte deshalb auf Grund der zuletzt erzielten Wertung.
Bei der Europameisterschaft 2020 in Rom wurde Geno Petriaschwili nach 2016 zum zweiten Mal Europameister. Auf dem Weg zu diesem Erfolg besiegte er vier Ringer, im Finale den Polen Robert Baran.
Petriaschwili trat 2021 bei den Olympischen Spielen in Tokio in der Gewichtsklasse bis 125 kg an. Nach drei Siegen erreichte er das Finale, in dem er dem US-amerikaner Gable Steveson unterlag und somit eine Silbermedaille gewann.
Bei der Weltmeisterschaft 2021 in Oslo gewann er die Silbermedaille. 2022 in Belgrad gewann er die Bronzemedaille. 2023 erneut in Belgrad gelang ihm wieder der Gewinn der Silbermedaille. 
Bei den Olympischen Spielen 2024 in Paris gewann er seine erste Olympische Goldmedaille.

## Internationale Meisterschaften
| Jahr | Platz  | Wettbewerb                                                | Gewichtsklasse | Ergebnisse |
| ---- | ------ | --------------------------------------------------------- | -------------- | --- |
| 2010 | 3.     | Jugend-Olympiade in Singapur                              | bis 100 kg     | hinter Əli Məhəmmədəbirov, Aserbaidschan und Abraham de Jesus Conyedo Ruano, Kuba |
| 2011 | 3.     | Junioren-EM in Zrenjanin                                  | Schwer         | hinter Igor Dschatko, Belarus und Aslan Dschebischow, Aserbaidschan, gemeinsam mit Wjatscheslaw Musajew, Ukraine                                                                                       |
| 2011 | 1.     | Junioren-EM (Cadets) in Warschau                          | bis 100 kg     | vor Ruslan Gadschijew, Aserbaidschan, marian Todorow, Bulgarien und Nazmi Sahin, Türkei |
| 2011 | 2.     | Junioren-WM (Cadets) in Szombathely                       | bis 100 kg     | hinter Adam Coon, USA, vor Mojtaba Moradi, Iran und Inal Tasojew, Russland |
| 2012 | 10.    | Junioren-EM in Zagreb                                     | Schwer         | Sieger: Əli Məhəmmədəbirov vor Witali Gagijew, Russland |
| 2012 | 3.     | Junioren-WM in Pattaya                                    | Schwer         | hinter Magomedgadschi Nurasulow, Russland und Muradin Kuschchow, Ukraine, gemeinsam mit Əli Məhəmmədəbirov                                                                                             |
| 2012 | 5.     | Dimitri-Korkin-Memorial in Jakutsk                        | Schwer         | hinter Giorgio Sakandelidse, Georgien, Ihor Dsjatko, Aiaal Lasarew, Kirgisistan und Kiril Gotowzew, Russland                                                                                           |
| 2012 | 4.     | Moscow Lights                                             | Schwer         | hinter Bachan Dukajew und Alan Dschampajew, beide Russland und Taha Akgül, Türkei |
| 2013 | 7.     | Yasar-Dogu-Memorial in Ankara                             | Schwer         | Sieger: Taha Akgül vor Kurban Kurbanow, Usbekistan |
| 2013 | 3.     | EM in Tiflis                                              | Schwer         | nach Siegen über Boban Danow, Makedonien und Magomedgadschi Nurasulow, einer Niederlage gegen Alen Sasajew, Ukraine und einem Sieg über Nick Matuhin, Deutschland                                      |
| 2013 | 3.     | WM in Budapest                                            | Schwer         | nach Siegen über Hitender, Indien und Rareș Chintoan, Rumänien, einer Niederlage gegen Chadschimurad Gazalow, Russland und einem Sieg über Deng Zhiwei, China                                          |
| 2014 | 1.     | Junioren-EM in Kattowitz                                  | Schwer         | vor Yunes Emre Dede, Türkei, Mihaly Nagy, Ungarn und Kasbek Chubulow, Russland |
| 2015 | 3.     | 1. Europäische Spiele 2015 in Baku                        | Schwer         | nach Siegen über Boban Danow, Makedonien und Alexander Chozianiwski, Ukraine, einer Niederlage gegen Alexei Schemarow, Belarus und einem Sieg über Lewan Berianidese, Armenien                         |
| 2015 | 1.     | Wacław-Ziółkowski-Memorial in Warschau                    | Schwer         | vor Alexei Nikolajew, Belarus, Deng Zhiwei, China und Nick Matuhin |
| 2015 | 3.     | WM in Las Vegas                                           | Schwer         | nach Siegen über Korey Jarvis, Kanada, Alen Sassejew und Aiaal Lazarow, Kirgisistan, einer Niederlage gegen Jamaladdin Magomedow, Aserbaidschan und einem Sieg über Chuluunbat Jargalsaichan, Mongolei |
| 2015 | 1.     | Golden-Grand-Prix in Baku                                 | Schwer         | vor Jamaladdin Magomedow, Don Bradley, USA und Deng Zhiwei |
| 2016 | 1.     | Alexander-Medwed-Preis in Minsk                           | Schwer         | vor Said Gamidow, Aserbaidschan, Komeil Ghasemi, Iran und Nick Matuhin, Deutschland |
| 2016 | 1.     | EM in Riga                                                | Schwer         | nach Siegen über Taha Akgül, Türkei, Daniel Ligeti, Ungarn, Alen Sassejew und Robert Baran, Polen |
| 2016 | Bronze | OS in Rio de Janeiro                                      | Schwer         | nach Siegen über Dimitar Kumtschew, Bulgarien und Alen Sassejew, einer Niederlage gegen Komeil Ghasemi, Iran und Siegen über Korey Jarvis, Kanada und Tervel Dlagnev, USA                              |
| 2017 | 3.     | EM in Novi Sad                                            | Schwer         | nach einem Sieg über Alan Lawrentewitsch Chugajew, Russland, einer Niederlage gegen Taha Akgül, Türkei und Siegen über Danilo Kartawii, Ukraine und Daniel Ligeti, Ungarn                              |
| 2017 | 1.     | Giwi Kartosija & Wachtang Balawadse-Memorial in Tiflis    | Schwer         | vor Daniel Ligeti, Amir Reza Amiri, Iran und Robert Baran, Polen |
| 2017 | 1.     | WM in Paris                                               | Schwer         | nach Siegen über Ansor Chisriew, Russland, Korey Jarvis, Kanada, Lewean Berianidse, Armenien und Taha Akgül                                                                                            |
| 2017 | 1.     | U 23-WM in Bydgoszcz                                      | Schwer         | nach Siegen über Taiki Yamamoto, Japan, Hu Zhangxiang, China, Danilo Kartawii und Magomedamin Dibirow, Russland                                                                                        |
| 2018 | 2.     | Intern. Ukrainisches Turnier in Kiew                      | bis 125 kg     | hinter Alexander Chozianiwski, Ukraine, vor Giorgi Meschwildischwili, Georgien und Robert Baran |
| 2018 | 1.     | Dan Kolow & Nikola Petrow-Memorial in Sofia               | bis 125 kg     | vor Muradin Kuschchow, Russland, Ioannis Kariotakis, Griechenland und Alexander Koldowski, Ukraine |
| 2018 | 2.     | EM in Kaspijsk                                            | bis 125 kg     | nach Siegen über Johannes Ludescher, Österreich und Robert Baran und einer Niederlage gegen Taha Akgül                                                                                                 |
| 2018 | 1.     | WM in Budapest                                            | bis 125 kg     | nach Siegen über Daniel Ligeti, Ungarn, Ansor Ruslanowitsch Chisriew, Russland, Parviz Chodavirdi Hadibasmaj, Iran und Deng Zhiwei, China                                                              |
| 2018 | 1.     | Alany-Turnier in Wladikawkas                              | bis 125 kg     | vor Jaber Sadeghzadehnoukoulaei, Iran, Witali Golojew und Muchmagasi Magomedow, beide Russland |
| 2019 | 5.     | Dan-Kolow- und Mikola-Petrow-Mamorial in Russe            | bis 125 kg     | hinter Parviz Khodvirdi Hadi Basmanj, Iran, Alexander Chozianiwski, Ukraine, Said Gamidow, Russland und Daniel Ligeti, Ungarn                                                                          |
| 2019 | 2.     | EM in Bukarest                                            | bis 125 kg     | nach Siegen über Daniel Ligeti, Robert Baran, Polen und Alexander Chozianiwski und einer Niederlage gegen Taha Akgül                                                                                   |
| 2019 | 1.     | Giwi-Kartosija- und Wachtang-Balawadse-Memorial in Tiflis | bis 125 kg     | vor Aleksi Schorscholiani, Giorgio Schamatawa und Alexander Gobejischwili, alle Georgien |
| 2019 | 1.     | WM in Nur-Sultan                                          | bis 125 kg     | nach Siegen über Egzon Shala, Kosowo, Badzha Chutaba, Syrien, Alexander Chozianiwski und Tah Akgül |
| 2020 | 1.     | EM in Rom                                                 | bis 125 kg     | nach Siegen über Jose Cuba Vasquez, Spanien, Baldan Zischipow, Russland, Alexander Chozianiwski und Robert Baran                                                                                       |
| 2021 | Silber | OS in Tokio                                               | bis 125 kg     | nach Siegen über Diaaeldin Kamal, Ägypten, Deng Zhiwei, China und Amir Hossein Zare, Iran und einer Finalniederlage gegen Gable Steveson, USA                                                          |
| 2021 | 2.     | WM in Oslo                                                | bis 125 kg     | |
| 2022 | 3.     | WM in Belgrad                                             | bis 125 kg     | |
| 2023 | 2.     | WM in Belgrad                                             | bis 125 kg     | |
| 2024 | Gold   | OS in Paris                                               | bis 125 kg     | |

## Georgische Meisterschaft
(soweit bekannt)
| Jahr | Platz | Gewichtsklasse | Ergebnisse                                                        |
| 2013 | 1.    | Schwer         | vor Giorgi Sakandelidse, Archil Dawitadse und Tornike Chidascheli |

Erläuterungen
- alle Wettkämpfe im freien Stil
- OS = Olympische Spiele, WM = Weltmeisterschaft, EM = Europameisterschaft
- Schwergewicht, Gewichtsklasse bis 120 kg Körpergewicht (bis 31. Dezember 2013); seit 1. Januar 2014 nach einer Gewichtsklassen-Neueinteilung durch den Ringer-Weltverband UWW (United World Wrestling) bis 125 kg Körpergewicht